# Syneora
Syneora is een geslacht van vlinders van de familie spanners (Geometridae), uit de onderfamilie Ennominae.

## Soorten
- S. amphiclina Meyrick, 1892
- S. emmelodes Turner, 1904
- S. excursaria Walker, 1862
- S. fractata Walker, 1862
- S. hemeropa Meyrick, 1892
- S. lygdina Turner, 1917
- S. mundifera Walker, 1860
- S. nigrilinea Goldfinch, 1944
- S. piperata Turner, 1947
- S. praecisa Turner, 1917
- S. silicaria Guenée, 1857
- S. sinuosa Turner, 1947
- S. speciosa Turner, 1947
- S. strixata Walker, 1862
- S. strixoides Holloway, 1979
- S. symphonica Turner, 1926